# Прокл Диадох
Прокл Диа́дох (др.-греч. Πρόκλος ὁ Διάδοχος, лат. Proclus; 8 февраля 412, Новый Рим — 17 апреля 485, Афины) — античный философ-неоплатоник, руководитель Платоновской Академии, при котором неоплатонизм достиг своего последнего расцвета.

## Очерк жизни

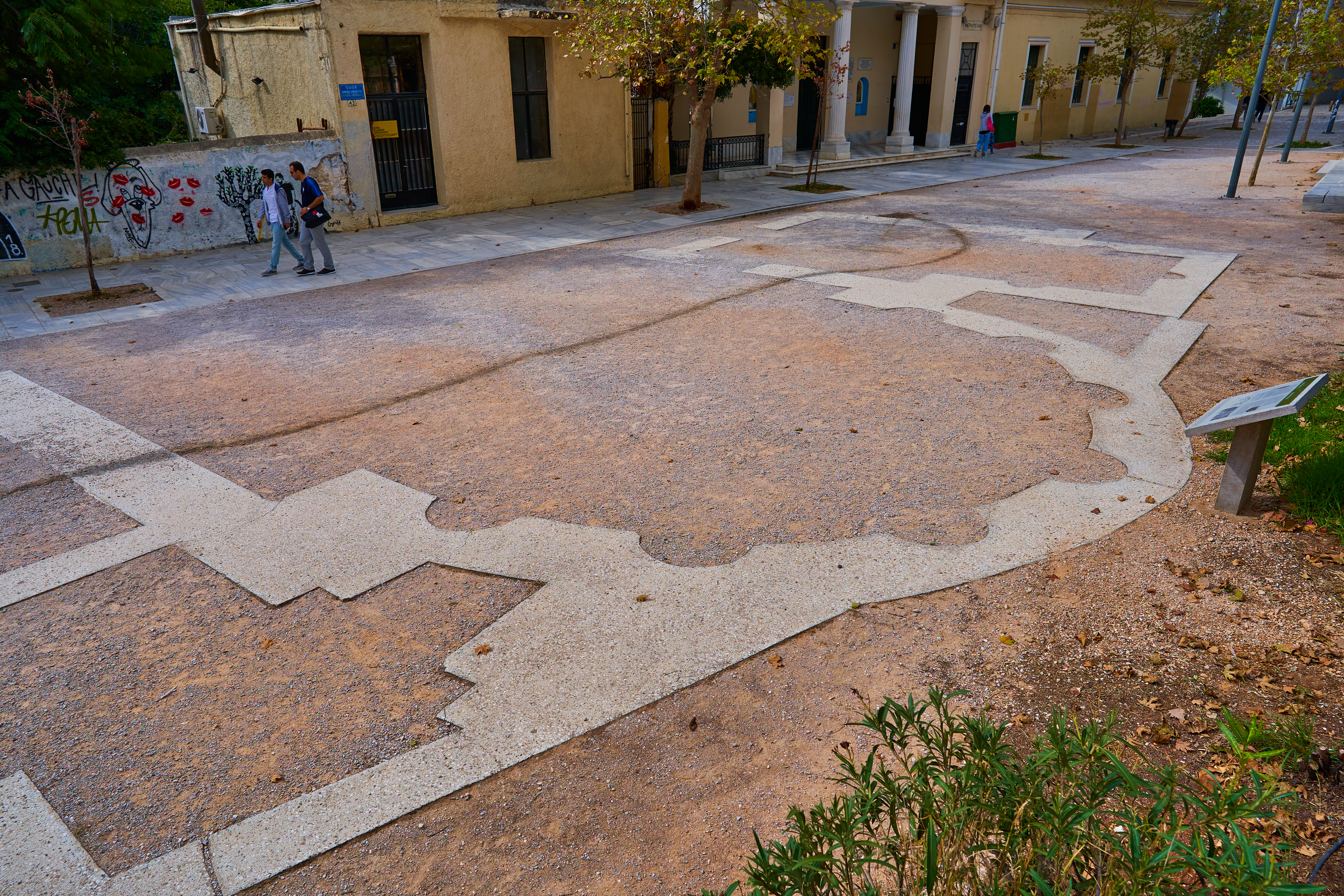
Остатки дома философа в Афинах

Время жизни Прокла восстанавливается по источникам как 410—485 гг. Биограф Прокла Марин приводит его гороскоп, по астрономическим данным которого дата рождения Прокла определяется как 8 февраля 412 г.
Прокл родился в столице Римской империи — Константинополе, в семье богатого адвоката из Ксанфа. Намереваясь пойти по стопам отца, подростком уехал в Александрию, где учился сначала риторике, затем заинтересовался философией и стал учеником александрийского неоплатоника Олимпиодора Старшего. Именно у него Прокл начал изучать логические трактаты Аристотеля, в трактовке которых он, как сообщает Марин, достиг успеха уже в то время.
В возрасте 20 лет Прокл переезжает в Афины, где Платоновскую Академию в то время возглавлял Плутарх Афинский. Плутарх, несмотря на свой преклонный возраст, стал заниматься с Проклом лично, изучая с ним трактат Аристотеля «О душе» и диалог Платона «Федон». Через два года Плутарх скончался, передав руководство школой своему ученику Сириану, у которого Прокл продолжил своё обучение.
Марин сообщает, что уже к 28-летнему возрасту Прокл написал одну из своих главнейших работ, комментарий на платоновского «Тимея».
Около 450 г., после смерти Сириана, Прокл становится схолархом Платоновской Академии.
Время жизни Прокла — закат древнегреческой цивилизации. Языческие культы ещё отправлялись, но ввиду усиления христианства все более приходили в упадок. В это время из Парфенона была изъята знаменитая статуя Афины работы Фидия, что в окружении Прокла было воспринято как кощунство. В полемике с христианами Прокл не был пассивной стороной — как сообщает Суда, он написал «Возражения против христиан» в 18 книгах (работа не сохранилась). В какой-то момент конфликт христиан с академиками приобрёл такое напряжение, что Прокл был вынужден на год уехать из Афин в Лидию.
Во время путешествия по Азии Прокл познакомился с некоторыми восточными учениями, которые синтезировал с собственной системой. Религиозная практика, молитвы солнцу, ритуалы при Прокле стали в Академии необходимой составляющей самого образовательного процесса. Марин сообщает, что Прокл «дни и ночи» проводил в молитве, в орфических и халдейских очищениях и в исполнении «всяких других религиозных обрядов».
В личной жизни Прокл придерживался аскетических принципов: не был женат, воздерживался от мясной пищи и соблюдал посты согласно указаниям богов, являвшихся ему во сне. По словам Марина, именно чрезмерный аскетизм был причиной его сравнительно ранней смерти: «От грубой и несносной пищи, от слишком частых омовений и тому подобных надсад цветущее тело его изнурилось». Прокл не чуждался общественной деятельности; он принимал участие в городских собраниях.
Умер в Афинах, в возрасте 73 лет, оставив преемником Марина. Похоронен в Афинах в одном склепе со своим учителем Сирианом.

## Сочинения
Главные философские сочинения Прокла посвящены рассмотрению высших начал всего сущего и утверждению платонизма в качестве богословского учения.
В трактате «Первоосновы теологии» (Στοιχείωσις θεολογική) Прокл излагает учение о сверхчувственных началах. Трактат состоит из 211 параграфов, в каждом из которых формулируется и затем утверждается некоторое доказательство.
«Платоновская теология» (Περὶ τῆς κατὰ Πλάτωνα θεολογίας) — капитальное сочинение, в котором Прокл выстраивает учение о высших началах и богах, приводя при этом множество цитат из Платона, призванных подтвердить, что такая система имелась уже у самого Платона, и что все сочинения Платона представляют собой единый священный текст.
Из многочисленных комментариев Прокла на диалоги Платона до нас дошли пять: к «Тимею» (Марин пишет, что Прокл ценил этот комментарий более всех других), к «Пармениду», к «Государству», к «Алкивиаду I», частично к «Кратилу». Комментарии к «Филебу», «Теэтету», «Софисту» и «Федону» утрачены целиком. Сохранилась также часть комментария Прокла к «Эннеадам» Плотина. Все комментарии на Аристотеля утеряны, однако известно, что Прокл толковал «Категории», «Об истолковании», Первую и Вторую аналитики.
Три небольших философских трактата Прокла — «О десяти сомнениях касательно промысла», «О промысле, судьбе и о том, что в нас», «Об ипостасях зла» — сохранились только в латинском переводе Вильгельма из Мёрбеке (XIII в.).
В небольшом трактате «Начала физики» (Στοιχείωσις φυσική) в виде цепочки определений и теорем излагается физическая система Аристотеля.
К астрономическим сочинениям относятся короткий трактат элементарного содержания под названием «Сфера» (Σφαῖρα), краткий «Обзор астрономических предположений» (Ὑποτύπωσις ἀστρονομικῶν ὑποθέσεων), «Пересказ астрологического „Четырёхкнижия“ Птолемея» и книга «О затмениях», сохранившаяся только в латинском переводе.
Из математических сочинений Прокла целиком сохранился «Комментарий к I книге „Начал“ Евклида». Кроме того, Прокл написал отдельное сочинение о параллельных прямых, которое не сохранилось.
Из религиозных и магических сочинений до нас дошли «Эклоги из халдейской философии» (Ἐκ τῆς αὐτῆς Χαλδαϊκῆς φιλοσοφίας) и книга «О иератическом искусстве эллинов» (Περὶ τῆς καθ'  Ἕλληνας ἱερατικῆς τέχνης). Сохранилось также семь гимнов к богам: к Гелиосу, к Афродите, к Музам, ко всем богам, к Ликийской Афродите, к Гекате и Янусу, к премудрой Афине. Эти гимны, написанные гомеровским гекзаметром, обращают на себя внимание орфическим содержанием, которое воплощается в призывах к богам дать нам «избегнуть чёрного зла рождений». Таков гимн, обращённый к Музам:
Свет воспеваем, подъемлющий смертных горе́, воспеваем

Девять дщерей великого Зевса прекрасноголосых!

Души людей, кои жизнь, полонивши, ввергает в глубины,

Могут они избавлять от скорбей, землеродным присущих,

Силою чистого таинства ум пробуждающей книги

Учат нас, как поскорей пролететь чрез глубокую Лету,

След обретя, что к звезде соимённой ведёт — ведь когда-то

Там они сбились с пути и упали на берег рождений

В жажде безумной испробовать жребий вещественной жизни.

Ныне, богини, молю — уймите порыв мой тревожный!

Полными смысла рассказами мудрых меня опьяните!

Да не сбивает с пути меня род человеков безбожный,

С дивной, священной стези, сияющей, полной плодами!

Музы, молю — из толпы многогрешного рода людского

Вечно влеките к священному свету скиталицу душу!

Пусть тяжелит её мед ваших сот, укрепляющий разум,

Душу, чья слава в одном — в чарующем ум благоречье.

(Перевод О. В. Смыки)
Из известных нам сочинений Прокла не сохранились
- «Возражения против христиан» (Ἐπιχειρήματα κατὰ χριστιανῶν) в 18 кн.,
- «О хрестоматии» (Περὶ χρηστομαθείας) в 2 кн.,
- «О воспитании» (Περὶ ἀγωγῆς) в 2 кн.,
- «О богах у Гомера» (Περὶ τῶν παρ' Ὁμήρῳ θεῶν),
- «На теологию Орфея» (Εἰς τὴν Ὀρφέως θεολογίαν),
- «Согласие Орфея, Пифагора и Платона с оракулами» (Συμφωνία Ὀρφέως, Πυθαγόρου, Πλάτωνος περὶ τὰ λόγια) в 10 кн.,
- «О Великой Матери» (Μητρῳακόν),
- «Комментарии ко всему Гомеру»,
- «Комментарии к „Трудам и дням“ Гесиода».

## Учение о бытии
Для обозрения философии Прокла целесообразно обратиться к его «Первоосновам теологии», поскольку этот трактат в сжатом виде даёт изложение системы неоплатонизма вообще.
Иерархия Универсума в целом строится у Прокла по схеме платоновского «Парменида»: сверхсущее Единое (оно же Благо и Бог); далее генады — сверхсущие единицы-боги, которым причастны боги сущие, или умы — боги умопостигаемые, или идеальное Бытие, синтетически объединяющее принципы предела и беспредельного.
Бытию и богам умопостигаемым противопоставлены Ум (Нус) и боги мыслящие, которые связаны с богами умопостигаемыми через богов умопостигаемо-мыслящих. С мыслящими богами-умами связаны надкосмические боги и мыслящие души. Следующая ступень — Космическая душа, в которой различаются: внутрикосмические боги, универсальные души, демонические «просто души»: ангелы, демоны в собственном смысле и герои. Ещё ниже — «частичные души», которые одушевляют тела; к ним принадлежит и душа человека. Ниже всего — неодушевлённые тела.
В эту иерархическую структуру Прокл, естественно, включает традиционных олимпийских богов, распределяя их по триадам и разделяя на трансцендентных и космических. Между телами и душой посредствует «природа», бестелесная, но неотделимая от тел бессознательная сила, тождественная с силой рока. Низшим онтологическим уровнем, но всё-таки производным от высшего, является, наконец, материя.
В трактате фиксируется следующая «каноническая» последовательность:
1. Единое и многое (в их статике, в их взаимопереходе, в их органическом сращении, результат которого есть актуальная бесконечность);
2. Числа, или боги (даётся определение числа и классификация богов, то есть учение Прокла о сверхмыслительных числах является одновременно и учением о богах; каждое число Прокл называет богом);
3. Ум (даётся определение Ума и его ограничение «сверху и снизу»; устанавливается тождественное себе различие Ума и рассматривается иерархия Ума в отношении его универсальности);
4. Душа (даётся определение души, её свойства, её типов; описывается круговращение и иерархия душ; определяется носитель души);
5. Космос (даётся определение Космоса как материйного осуществления трёх основных ипостасей неоплатонизма).

Единое рассматривается Проклом как 1) бытие само-по-себе, без всякого множества и до [всякого] множества; затем как 2) Единое, в котором уже зародилось множество, но само по себе оно остаётся простым и неделимым смыслом этого множества; и, наконец, как 3) собственно объединённость Единого и многого, в которой есть не только смысл, но и перечислимость всех входящих в неё моментов.

Возможным ключом к пониманию Единого по Проклу, а также к пониманию философии Прокла вообще, служит "Закон «терцета»:
Закон «терцета», согласно которому всякое существо — это предельное, беспредельное и смесь в разных пропорциях того и другого, имеет силу не только для высших ипостасей, но также для души, физических и математических объектов — словом, для всего без изъятия… Все уровни реальности, по Проклу, от бестелесного до телесного, образованы из двух существенных компонентов: 1) предельное, peras, и беспредельное, apeiron, или бесконечное, что относится как к форме, так и к материи. Всякое существо, как следствие, есть «смешение», синтез двух компонентов (тезис этот, очевидно, взят Проклом из «Филеба» Платона и его незаписанных доктрин).
Вслед за Единым рассмотрены Числа, «сверхсущие единицы». Они выше бытия, ибо являются принципом самого бытия и его различения. Они также выше мышления, поскольку выступают принципом всякого разделения и объединения, без чего мышление не может осуществиться. Число, таким образом, занимая первое место после Единого, есть расчленяющая и объединяющая «творческая сила».
Разработку Проклом области Чисел, промежуточной между Единым и Умом, следует подчеркнуть особенно. Так четко область Чисел представлена только у Прокла. Каждое отвлечённое число, будучи бескачественным, превосходя всякий предмет и вещь, в этом отношении вполне аналогично Единому. И оно же, являясь принципом всякого различения и оформления, вполне аналогично Уму. Таким образом, Числа являются посредническими сущностями между бескачественным Единым и квалитативным Умом.
Сфера Ума начинается с сущего как первого качественного наполнения чисел. Затем следует область энергийного наполнения самого бытия, которую Прокл называет жизнью. Жизнь, сопоставляющая себя с собой же, и даёт нам собственно мышление и познание. Итак, сферу Ума образуют три ступени — бытие, жизнь, познание.
Космическая душа (третья ипостась неоплатонизма) — не что иное, как принцип вечного становления Космоса. Как ум есть у Прокла единство бытия и мышления, так душа есть единство ума и телесности.
Душа привлекается для объяснения движения в мире, подобно тому как ум привлекается для объяснения закономерности действий самой души. Соответственно, внутримировыми душами являются принципы становления отдельных тел. Прокл говорит о разных типах душ — божественных, душ ума, душах изменчивых. Вообще душа обозначает у Прокла среднюю область между неделимым умом и делимыми телами. К свойствам души он относит её бестелесность, бессмертие, отражение ею в себе всех форм ума, связанность её с тем вечным телом, для которых она является оживляющим принципом и т. п.
Прокл утверждает «круговращение» душ и их иерархию. Здесь также находится следующий парадокс: душа сама по себе бестелесна и, тем не менее, при ней всегда должно существовать её собственное тело, принципом одушевления которого она и является. А поскольку душа вечна, то вечным должно быть и это тело. Таком образом, по Проклу, существует не только физическое, разрушимое тело, но и тело душевное, мыслительное и божественное.
Наконец, Космос — не что иное, как материальное осуществление трёх основных ипостасей неоплатонизма. Прокл рисует грандиозную картину всеобщего [кругового] движения Универсума. Поскольку в этом движении всегда наличествует «возврат к себе», эволюция, Космос «нестареющ», извечен. Срединное положение в нём Солнца — Гелиоса поддерживает мировое равновесие. Мифологическая триада Прокла: Гелиос — Аполлон, умна́я светоносная демиургия; Афина, умно́е светоносное знание; Афродита, умна́я светоносная красота.
С точки зрения собственно логики, у Прокла наиболее примечательна разработка диалектики Бытия. Прокл детально изображает, как Бытие переходит «из своей сверхсущей и нераздельной замкнутости … в раздельно понимаемое инобытие и затем из этого инобытия возвращается к себе в обогащённом виде»..
Главный принцип проведения понятий у Прокла — четкая триадичность. Каждый член основной триады Прокл рассматривает также триадически. Эта намеченная ещё Плотином, произведённая Порфирием и развитая и законченная Проклом триада категорий применима к любому процессу. По существу она имеет универсальный методологический смысл: 1) пребывание-в-себе, неделимое единство (в силу этой своей полноты «провоцирующее» эманацию, выступление за пределы этого единства); исхождение-из-себя (собственно эманация, переход во множественность); возвращение-в-себя (возврат к изначальной целостности, но не отменяющий смысла и процесса исхождения; «состояние единораздельного эйдоса»).
Важной категорией у Прокла является понятие «причастность». Она указывает на то высшее, к чему низшее приобщается и чем оно осмысливается; таким образом, эта категория означает обратный переход от многого к Единому. Прокл различает не допускающее причастности себе, допускающее её, собственно причастное.
Теория познания Прокла связана с его онтологией многоступенчатого сущего. Наиболее ясное познание обеспечивает теоретическое созерцание, соответствующее мыслимым сущностям, где существующие объекты воспринимаются непосредственно и полностью. Научное познание в иерархии познавательных методов располагается ниже, поскольку комбинирует разумение с чувственным восприятием. Разумение (διάνοια) использует понятия, чтобы определить вещи и проверить показания чувственного восприятия. Научное познание есть следствие рассуждающей деятельности души, которая ставит понятия в соответствие полученным из чувственных данных мнениям. Это осуществляется согласно положительным критериям истины, каковы силлогистическое доказательство и соответствие сущему.

## Этика
В центре прокловской этики находится понятие «добродетель» — как то, что воссоединяет нас с богами, приближая к Единому. В школе Прокла различались добродетели естественные, нравственные, общественные и более высокие, к каковым относились: очистительные, умозрительные и боготворческие (последние признавались выше человеческой доли). Марин среди естественных добродетелей перечислял: безущербность всех внешних чувств, телесную силу, красоту, здоровье; всеми такими добродетелями (восходя к боготворческим), по его свидетельству, в полной мере обладал Прокл.
Что касается проблемы Зла, то причина последнего усматривается Проклом в каноническим соответствии с пониманием зла, установленным ещё Плотином — зло исходит из отвращения человека от высшего, умопостигаемого мира, из привязанности к чувственному, материйному. Отсюда задача человека — отвратившись от низшего мира, познать высшую силу своей души. Эту силу Прокл ставил выше даже ума, так как, по Проклу, только она и способна к восприятию первоединого. Поэтому эту силу Прокл называл «цветом нашей сущности» и «тем единым в душе, что в ней лучше даже ума». Эту силу можно отождествить с мистическим энтузиазмом, со священным безумием, ведущим нас к слиянию с Божеством.

## Физика
Физика Прокла отмечает радикальный отход от позиции Аристотеля по двум пунктам: элементы физического мира, место как пространство.
Прокл отвергает эфир, пятый элемент Аристотеля, как нечто избыточное. Небесные тела состоят из тех же самых (четырёх) элементов, что и земные. Например, без элемента огня звёзды и солнце не могли бы светить, без элемента земли они не могли бы быть непрозрачны (как при затмениях). Прокл отличает небесное состояние от земного: в первом элементы находятся в своих высших степенях (например, огонь только освещает, земля чисто вещественна и непроницаема); в последнем они «грубы» (например, огонь обжигает, земля тяжела). Кроме того, Прокл развивает новую точку зрения в отношении первичных свойств элементов, которые он выводит из размера, формы и способности их частиц к движению.
Согласно Аристотелю, место, которое занимает тело, не является его границей. Прокл в свою очередь полагает, что место — также своего рода тело, но без массы, которая заставляет одни физические тела сопротивляться присутствию других. Это — пространство. В широком смысле имеется космическое пространство, в которое погружены все тела Вселенной. Пространство, само по себе отдельное от тел, которые в нём пребывают, походит на тело света.

## Философия математики
Прокл является последователем традиционного платоновского учения, согласно которому математические предметы занимают срединное положение между миром идей и миром чувственно воспринимаемых вещей. Геометр при доказательстве теоремы указывает на начерченный параллелограмм, однако мыслит он при этом «параллелограмм вообще», не имеющий определённых пропорций и размеров. Теорема о параллелограмме только тогда заслуживает имени теоремы, когда она справедлива для всего вида параллелограммов.
Откуда берёт начало этот вид и все другие математические виды? Отвечая на этот вопрос, Прокл полемизирует с Аристотелем, который считал, что предметы математические возникают посредством отвлечения общего от предметов ощущаемых, и собирания этого общего в едином определении. Согласно Аристотелю, мы сначала видим и рисуем разные чувственно воспринимаемые параллелограммы, а потом даём общее определение параллелограмма — четырёхугольника, противоположные стороны которого попарно равны и параллельны между собой. Согласно Платону наоборот, мы можем увидеть в несовершенной фигуре параллелограмм только потому, что наша душа уже обладает знанием о параллелограмме, и это знание представляет собой идеальное единство определения-логоса и образа-эйдоса. Таким образом:
«Остаётся, чтобы душа порождала математические виды и из себя, и от ума, и чтобы она сама была полнотой видов, хотя и основанных на умных образцах, но саморождённых по выпавшему им жребию. А потому душа не есть дощечка для письма, свободная от записей; но она исписана от века, пишет себя и пишется умом. Ведь душа — это и ум, ибо она разворачивает себя по уму и является образом ума и его внешним отпечатком» («Комментарии к Евклиду», 16.4—16.13).
Математическая деятельность, согласно Проклу, представляет собой особого рода движение внутри мира бестелесных логосов. Это движение происходит в двух направлениях: с одной стороны, оно начинается со внешнего припоминания и завершается постижением начал математического знания, с другой стороны, оно разворачивается от этих начал к многообразию результатов. И в познании математика то переходит от заранее известного к искомому, то идёт от искомого к заранее известному. Прокл говорит:
«Познавательные способности этой науки в целом оказались двоякими, причём одни устремляют нас к единству и свёртывают множество, а другие членят простое на разнообразное, более общее — на более частное, и начальные логосы — на вторичные и на много шагов удалённые от начал. И вот, начиная сверху, математика достигает воспринимаемого чувствами, соприкасается с природой и доказывает многое совместно с учением о природе; и так же, начиная снизу, она сближается с умственным знанием и касается созерцания первых начал» («Комментарии к Евклиду», 19.13—19.19).
Особый интерес представляет собой последовательно развиваемое Проклом учение о геометрической материи. Предмет геометрии не находится в ощущаемой материи — там невозможно найти линию без ширины, точку без частей, поверхность без толщины, круг с равными радиусами. Но он не может находиться и вне материи, в чистых логосах: ведь геометрические фигуры множественны, делимы на части, они могут быть в сравнении друг с другом большими или меньшими. Где же он тогда находится?
Решая эту проблему, Прокл следует суждению Аристотеля о том, что помимо ощущаемой материи, существует также материя воображения. И именно в этой материи воображения и находятся те геометрические образы, с которыми имеет дело геометр.
«Воображение, будучи средоточием познаний, хотя и возбуждается самим собой и производит познаваемое, однако же, не будучи вне тела, переводит познаваемое из неделимой жизни в делимое, протяжённое и имеющее фигуру, и тем самым всё, что оно ни помыслит, является отпечатком и формой мысли» («Комментарии к Евклиду», 52.20—52.26).
Мысленный круг един, потому что он существует лишь в определении, а определение не отличает один круг от другого, поскольку все они — круги. А воображаемые круги могут быть многими; мы можем представлять себе, что такие круги являются концентрическими, или касаются друг друга, или располагаются друг по отношению к другу каким-либо иным образом. Мысленный круг в некотором смысле прост, непротяжён и лишён очертаний; а протяжением, очертанием и делимостью характеризуется тот круг, с которым мы имеем дело в воображении.

## Астрономия
Прокл был хорошо знаком как с теоретической, так и с наблюдательной астрономией. В своей работе «Очерк астрономических гипотез» он, среди прочего, описывает конструкцию армиллярной сферы. Сам он произвёл некоторые из последних надёжных астрономических наблюдений в античности (475 год).
Прокл отвергает интерпретацию Птолемеем предварения равноденствий как движения всех неподвижных звезд. Для Прокла такие звезды не могут прецессировать, потому что в их природе заключено быть неподвижными. Прокл отрицает также, что планеты движутся на вложенных друг в друга небесных сферах; доводы в пользу такого положения дел носят характер гипотез, но не очевидных доказательств, небесные же тела способны к движению в свободном пространстве сами, по своей природе.

## Оценка
У Прокла представлена качественно разработанная диалектика бытия и мифа, теология и теософия, теургия, а также своеобразная эстетика и этика. Этическое воззрение Прокла является в то же время и космологическим; человека, по утверждению Прокла, нужно рассматривать точно так же, «как весь космос, потому что и человек представляет собою маленький космос. А именно, он обладает умом, логосом, божественным и смертным телом, подобно Вселенной».
Прокла отличает не столько оригинальность, сколько систематичность и детальная аналитичность. Философия Прокла оценивается как «завершение» античного неоплатонизма, доведение его до последней «логической зрелости». А. Ф. Лосев называл Прокла «гением рассудка»; с рассудочностью, доведённой «до музыки, до пафоса, до экстаза». Лосев ставил Прокла даже выше основателя школы Плотина, «в отношении огромной аналитической силы его ума, большого разнообразия его интересов в отношении мастерства микроскопических исследований отвлеченнейшего логического предмета, а также в отношении тончайшего философско-филологического вникания в текст Платона».
В этом отношении интересно сравнение Плотина и Прокла, проводимое Ю. А. Шичалиным: «То, что Плотин прозревал в экстатическом порыве, Прокл открывает на кончике пера. Плотин впервые открыл все великолепие универсума и полностью узрел всю иерархию единого, ума, души и космоса. Прокл никогда не видел генад, но с точностью описал их, указав их местоположение между уровнем единого и умом, а также описал множество промежуточных ступеней между остальными ступенями иерархической структуры».
Пожалуй, самая замечательная оценка Прокла заключается в том, что этот последний великий мыслитель античного мира, живший в эпоху его заката и гибели, видится Марину самым счастливым из людей; при этом речь идёт «о некотором совершеннейшем и всецелом счастье», которое слагается не только из счастья мудрых, но также и житейского благополучия.
«Он был на редкость привлекателен на вид, и не только от хорошего своего сложения, но и от того, что душа его цвела в теле, как некий жизненный свет, испуская дивное сияние, с трудом изобразимое словом… Он был свободен от низменных забот и всякой мелочности, волнуемый только самыми большими и общими вопросами о божеском и человеческом… ни жизни, ни смерти человеческой не придавал он значения, как иные; все, что иным кажется страшным, не внушало ему ужаса… Он был совершенно чужд всякой необщительности, замкнутости и пристрастности».
С именем Прокла проф. А. Ф. Лосев связывает не только зрелое завершение неоплатонизма, но и окончание традиции всей античной философии.
Философия Прокла пользовалась огромным влиянием в средние века и эпоху Возрождения. Его прямыми последователями можно считать Максима Исповедника,, Николая Кузанского, Пико делла Мирандолу, Иоанэ Петрици и др.

## Память

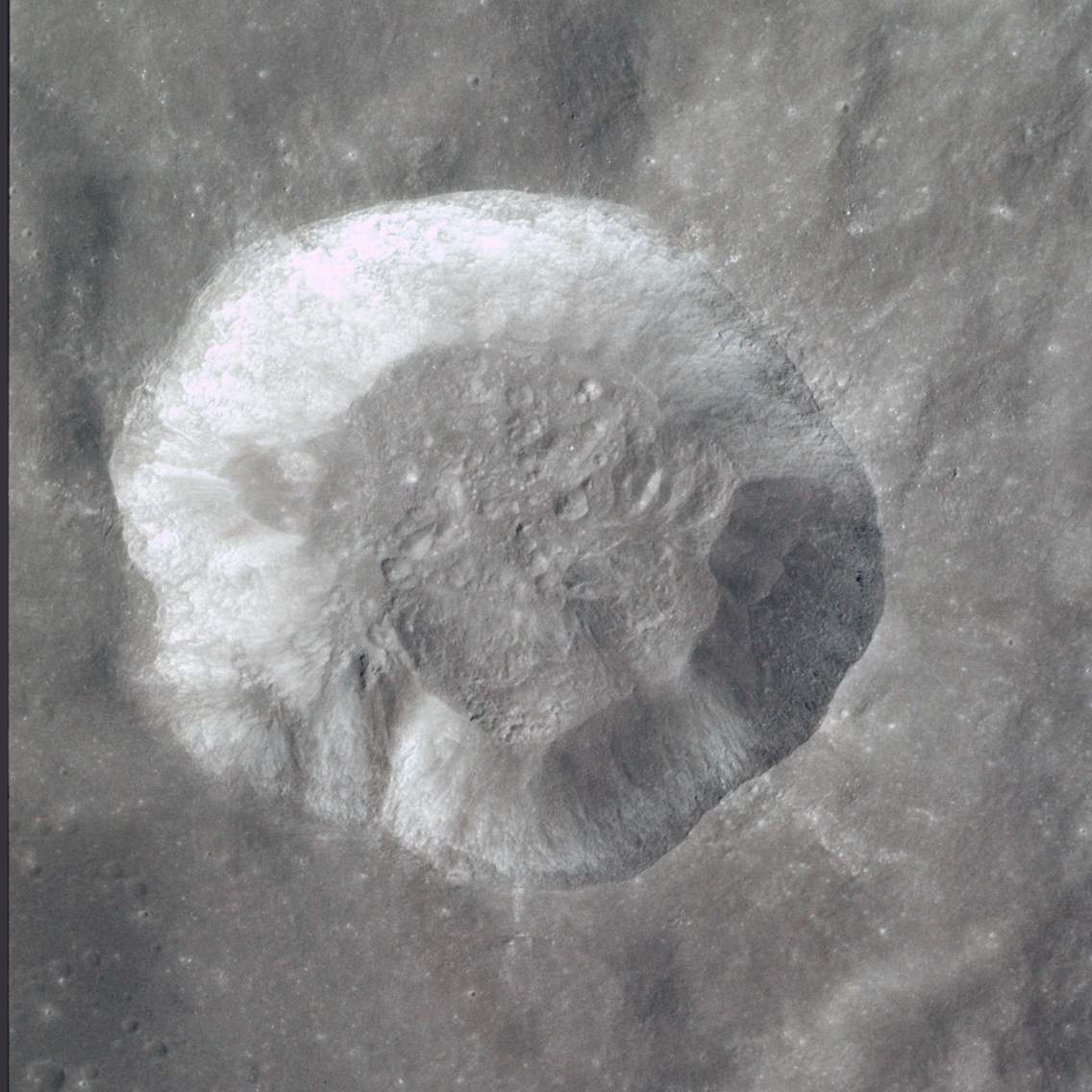
Кратер Прокл

В 1935 г. Международный астрономический союз присвоил имя Прокла кратеру на видимой стороне Луны.

### Исследования
на русском языке
- Асмус В. Ф. Античная философия. — М.: Высшая школа, 1998.
- Ведешкин М. A. Языческая интеллектуальная элита Восточной Римской империи в V—VI вв. // Интеллектуальные традиции в прошлом и настоящем. Вып. 2 / Под ред. М. С. Петровой. М.: Аквилон, 2014. С. 153—191.
- Месяц С. В. Прокл // Античная философия: Энциклопедический словарь. — М., 2008. — С. 628—643. (библиография)
- Прокл : [арх. 3 января 2023] / Месяц С. В. // Полупроводники — Пустыня. — М. : Большая российская энциклопедия, 2015. — С. 571—572. — (Большая российская энциклопедия : [в 35 т.] / гл. ред. Ю. С. Осипов ; 2004—2017, т. 27). — ISBN 978-5-85270-364-4.
- Лосев А. Ф. История античной эстетики. Последние века. Книга II. — М.: Искусство, 1988. — С. 14-336.
- Петров А. В. К истории религиозно-философской мысли поздней античности (учение Прокла о магических именах). // Вестник СПбГУ, сер. 2. — 1995. — вып. 4. — с. 15-21.
- Челышев П. В. Духовный опыт античного неоплатонизма: Плотин и Прокл о смысле человеческой жизни. — М.: МГГУ, 2010;
- Шичалин Ю. А. История античного платонизма в институциональном аспекте. — М.: ГЛК, 2000. — С. 296—300.

на других языках
- Rosan L. J. The philosophy of Proclus. The final phase of ancient thought. — New York, 1949.
- Beierwaltes W. Proklos. Grundzuge seiner Metaphysik. — Frankfurt a. M.: Klostermann, 1965, 1979 (2 ed).
- Bastid P. Proclus et le crepuscule de la pensee grecque. — Paris, 1969.
- Gersh S. E. Kinesis akinetos. A study of spiritual motion in the philosophy of Proclus. — Leiden: Brill, 1973.
- Lowry J. M. P. The logical principles of Proclus’ Stoicheiosis theologikeas systematic ground of the cosmos. — Amsterdam, 1980.
- Charles-Saget A. L’architecture du divin. Mathematique et philosophic chez Plotin et Proclus. — Paris: Les Belles Lettres, 1982.
- Trouillard J. La mystagogie de Proclos. — Paris: Les Belles Lettres, 1982.
- Moutsopoulos E. A. Les structures de l’imaginaire dans la philosophie de Proclus. — Paris: Les Belles Lettres, 1985.